# 芙蓉愛花・松島洋子
芙蓉愛花・松島洋子（ふよう あいか・まつしま ようこ）は、昭和期に活躍した女性浪曲漫才コンビ（浪曲ショウ）。
コンビ名は『愛花ショウ』とも表記される。
テーマ曲は『ちょいとなぁ～♪、ちょいと出ました～♪、愛花に洋子でございます、ぴーちくぱーちく囀って、張り切り舞台を勤めましょう♪。それではよろしく、願いしましょ、願いましょ。』
吉本興業の主要劇場で活躍。

## メンバー
- 芙蓉 愛花（ふよう あいか、本名・吉田登代子、1932年11月2日 - 2013年7月23日）

1950年に浪曲の芙蓉軒麗花の門下で芙蓉軒愛花を名乗る。同年に初舞台、1965年に松島洋子と組む。1978年3月から相方の死に伴いはなあい花と改名し、共に相方を失った今日喜多代と新コンビを組んだが1980年に廃業。芙蓉軒愛花時代には「出雲むすめ」「煙突さん」など数曲レコードも残している。そのころ二代博多淡海の淡海劇団に在籍していたことがある。そんな縁で吉本入り。
- 松島 洋子（まつしま ようこ、本名・山崎洋子、1930年 - 1976年）

鳥取県生まれ、少女浪曲師として名を売る。京都花月出演中に脳内出血で倒れ、急死。声質は正司照枝似。

## 概説
1964年コンビ結成、当時の浪曲では珍しく花月（吉本）系。愛花におちょくられた洋子が、ギャグの「わしゃこういうオナゴよ」とケツをまくる落ちで笑いを取った。
洋子は1976年に舞台の真っ最中にギャグの「わしゃこういうオナゴよ」と言った後、後ろに転倒、客は爆笑し相方、袖に居た進行役や芸人も新ギャグだと思ったが、洋子が起き上がらず様子がおかしいので、すぐに幕が下ろされ、そのまま救急車で運ばれるも容態が悪化しまもなく死去。